# Campeonato Nórdico de fútbol
El Campeonato nórdico de fútbol (en danés: Nordisk Mesterskab, en noruego: Nordisk Mesterskap, en sueco: Nordiska Mästerskapet, en finés: Pohjoismaiden-mestaruusturnaus, comúnmente abreviado como NM o PM) fue una competición amistosa de fútbol internacional en el que participaban las selecciones de fútbol de los países nórdicos. En el primer torneo jugado entre 1924–1928, solo Dinamarca, Noruega y Suecia compitieron, pero Finlandia se unió en el segundo torneo, y en el último torneo jugado en 2000–2001, Islandia y las Islas Feroe también participaron.

## Palmarés
| Año              | Trofeo          |           | Campeón   | Subcampeón | Tercer lugar            | Cuarto lugar |
| 1924–28 Detalles | Jubilæumspokal  | Dinamarca | Suecia    | Noruega    | Sólo tres participantes |              |
| 1929–32 Detalles | Guldkrus        | Noruega   | Suecia    | Dinamarca  | Finlandia               |              |
| 1933–36 Detalles | Nordiske Pokal  | Suecia    | Dinamarca | Noruega    | Finlandia               |              |
| 1937–47 Detalles | Suomen Karhut   | Suecia    | Dinamarca | Noruega    | Finlandia               |              |
| 1948–51 Detalles | DBU's Vase      | Suecia    | Dinamarca | Noruega    | Finlandia               |              |
| 1952–55 Detalles | SvFF:s pokal    | Suecia    | Noruega   | Dinamarca  | Finlandia               |              |
| 1956–59 Detalles | Eventyr og Lek  | Suecia    | Noruega   | Dinamarca  | Finlandia               |              |
| 1960–63 Detalles | SPL's Pokal     | Suecia    | Dinamarca | Noruega    | Finlandia               |              |
| 1964–67 Detalles | Fodboldspillere | Suecia    | Dinamarca | Finlandia  | Noruega                 |              |
| 1968–71 Detalles | SvFF:s pokal    | Suecia    | Dinamarca | Noruega    | Finlandia               |              |
| 1972–77 Detalles | —               | Suecia    | Dinamarca | Noruega    | Finlandia               |              |
| 1978–80 Detalles | —               | Dinamarca | Suecia    | Noruega    | Finlandia               |              |
| 1981–85 Detalles | —               | Dinamarca | Suecia    | Noruega    | Finlandia               |              |
| 2000–01 Detalles | —               | Finlandia | Islandia  | Dinamarca  | Noruega                 |              |

## Títulos por país
| Equipo    | Campeón | Subcampeón | Tercer lugar | Cuarto lugar |
| --------- | ------- | ---------- | ------------ | ------------ |
| Suecia    | 9       | 4          | 0            | 0            |
| Dinamarca | 3       | 7          | 4            | 0            |
| Noruega   | 1       | 2          | 9            | 2            |
| Finlandia | 1       | 0          | 1            | 11           |
| Islandia  | 0       | 1          | 0            | 0            |

## Máximos goleadores por campeonato
| Campeonato | Futbolista        | Equipo    | Goles |
| ---------- | ----------------- | --------- | ----- |
| 1924-28    | Sven Rydell       | Suecia    | 15    |
| 1929-32    | Jørgen Juve       | Noruega   | 17    |
| 1933-36    | Pauli Jørgensen   | Dinamarca | 8     |
| 1933-36    | Bertil Ericsson   | Suecia    | 8     |
| 1937-47    | Gunnar Nordahl    | Suecia    | 7     |
| 1948-51    | Egon Jönsson      | Suecia    | 7     |
| 1952-55    | Nils-Åke Sandell  | Suecia    | 10    |
| 1956-59    | Agne Simonsson    | Suecia    | 7     |
| 1960-63    | Ole Madsen        | Dinamarca | 11    |
| 1964-67    | Erik Dyreborg     | Denmark   | 5     |
| 1964-67    | Ole Madsen        | Dinamarca | 5     |
| 1964-67    | Tom Turesson      | Suecia    | 5     |
| 1968-71    | Odd Iversen       | Noruega   | 6     |
| 1972-77    | Conny Torstensson | Suecia    | 4     |
| 1978-80    | Pål Jacobsen      | Noruega   | 4     |
| 1981-85    | Preben Elkjær     | Dinamarca | 2     |
| 1981-85    | Frank Arnesen     | Dinamarca | 2     |
| 1981-85    | Lars Bastrup      | Dinamarca | 2     |
| 2000-01    | Ríkharður Daðason | Islandia  | 4     |

## Máximos goleadores en total
|   | Futbolista      | Equipo    | Goles |
| - | --------------- | --------- | ----- |
| 1 | Pauli Jørgensen | Dinamarca | 27    |
| 2 | Jørgen Juve     | Noruega   | 20    |
| 3 | Ole Madsen      | Dinamarca | 18    |
| 4 | Sven Rydell     | Suecia    | 17    |